# Irene Palaiologina (bulgarisk kejsarinna)
Irene Palaiologina, död efter 1280, var kejsarinna av Bulgarien 1279–1280, som gift med tsar Ivan Asen III av Bulgarien.